# Liptena helena
Liptena helena är en fjärilsart som beskrevs av Druce 1888. Liptena helena ingår i släktet Liptena och familjen juvelvingar. Inga underarter finns listade i Catalogue of Life.